# Ducato di Samogizia
Il Ducato di Samogizia (in lituano: Žemaičių seniūnija, in samogitico: Žemaitėjės seniūnėjė, in polacco: Księstwo żmudzkie) fu un palatinato del Granducato di Lituania dal 1422 (e dal 1569, parte della Confederazione polacco-lituana). Tra il 1422 e il 1441 divenne nota, parafrasando un termine moderno, come suddivisione amministrativa (Starostwo) della Samogizia. Il granduca di Lituania, deteneva tradizionalmente anche il titolo di duca di Samogizia, sebbene il governatore della provincia fosse conosciuto come starosta (Seniūnas) di Samogizia. Il Ducato si trovava nella parte occidentale dell'odierna Lituania e storicamente i confini erano così ripartiti: a ovest si affacciava sul Mar Baltico; a nord con il Ducato di Curlandia e con la Prussia a sud. Durante il Medioevo e fino all'ultima spartizione nel 1795, la Samogizia ebbe demarcazioni ben definite e godette di una certa libertà a livello gestionale. Nel corso del XV secolo, l'area rientrò nella diocesi della Samogizia. Oggi l'ex Ducato rientra tra le diverse regioni etnografiche e non indica più alcuna suddivisione amministrativa.

## Nome
Il termine Samogizia è la versione latinizzata del nome Žemaitija, che significa "terre basse" in contrapposizione ad Aukštaitija, che sta per "terre alte". Nei testi medievali scritti in alto-tedesco medio e latino, si rintracciano diverse varianti, tra cui Samaiten, Samaitae, Zamaytae, Samogitia, Samattae, Samethi. Altre indicazioni quali Schmudien, Schamaiten (in tedesco) e Żmudź (in polacco), sono tutte derivanti dal lituano Žemaičiai o dal dialetto Žemaitiai/Žemaitei.

## Geografia

Il Ducato di Samogizia nella Confederazione polacco-lituana (1569-1795)

Il Ducato si trovava in quelle che oggi sono diverse contee (apskritis) del Paese baltico: una piccola parte della contea di Kaunas, la sezione occidentale della contea di Šiauliai, la contea di Tauragė, la contea di Telšiai, il limite settentrionale della contea di Klaipėda e la punta settentrionale della contea di Marijampolė.
Il grosso della Samogizia sorge sull'altopiano occidentale lituano. Le pianure a cui il nome fa riferimento sono localizzate al confine tra la Samogizia e la Lituania orientale, lungo il fiume Nevėžis.
Il Ducato di Samogitia si estendeva per circa 25.700 km².

## Storia

L'orso rampante, stemma storico della Samogizia

Prima della formazione dello stato lituano, la Samogizia era governata da nobili locali in qualità di duchi. Una cronaca coeva menziona due sovrani della Samogizia, oltre a riferire per la prima volta in assoluto in fonti scritte la regione, tra i firmatari di un trattato stipulato con il Principato di Galizia-Volinia nel 1219. I samogiti, guidati da Vykintas, si resero protagonisti nella vittoria riportata nel 1236 a danno dei cavalieri portaspada presso Šiauliai  (si dice sopravvisse solo il 10% dell'esercito crociato e morirono 48 cavalieri). Sull'orlo del collasso, i sopravvissuti furono costretti a diventare un ramo dei cavalieri teutonici e vennero convertiti nell'ordine di Livonia. I comandanti delle successive campagne militari cristiane si concentrarono sull'acquisizione della Samogizia, in quanto il vantaggio tattico e logistico che ne poteva derivare sarebbe stato notevole. Non si potevano raggiungere le aree lituane più interne senza non attraversare la Samogizia ed è pertanto ancor più plausibile che sulla spinta della minaccia tedesca, l'unificazione lituana subì un'accelerazione.
Dalla formazione del Granducato di Lituania avvenuta dopo la metà del XIII secolo, la Samogizia godette di uno status particolare in virtù della sua influenza: si discute infatti sull'effettiva autorità esercitata dal sovrano centrale della Lituania sulla Samogizia in alcuni periodi storici (è il caso di Švarnas, granduca dal 1267 al 1269 che si ritiene esercitasse il suo potere solo sulle regioni meridionali).
Durante il regno di Mindaugas, i samogiti perseguirono una politica estera indipendente e continuarono a combattere con l'ordine di Livonia (battaglia di Skuodas del 1259 e battaglia di Durbe del 1260) anche dopo la stipula da parte del sovrano di un trattato di pace con i crociati. La Samogizia continuò ad opporsi per più di 100 anni all'espansione dell'ordine teutonico fino a quando i sovrani lituani Jogaila e Vitoldo cedettero in più occasioni la regione ai tedeschi nel 1382, 1398 e 1404. Tuttavia, questi ultimi non riuscirono a sottomettere definitivamente i locali, protagonisti di due grandi ribellioni nel 1401 e 1409. Dopo la grave sconfitta riportata nella battaglia di Grunwald (1410) e in seguito ad altre schermaglie, nel 1422 l'ordine teutonico cedette la Samogizia al Granducato di Lituania ai sensi del trattato di Melno.
La cristianizzazione del Granducato avvenne solo nel 1386, quando Jogaila accettò di convertirsi al cattolicesimo per sposare Edvige di Polonia. Il processo di conversione fu graduale e la conversione della Samogizia risultò la più problematica: i primi decisivi passi avvennero nel 1413. Infatti, nel novembre del medesimo anno, Vitoldo in persona navigò sul fiume Nemunas e sul Dubysa al fine di recarsi nei dintorni di Betygala, dove supervisionò per una settimana il battesimo dei primi gruppi di samogiti. Nel 1416 fu avviata la costruzione delle prime otto chiese parrocchiali, la prima delle quali ad essere ultimata risultò Medininkai, intorno al 1464: la diocesi di Samogizia nacque ufficialmente il 23 ottobre 1417 e Mattia di Trakai divenne il primo vescovo nella Lituania nord-occidentale.
Casimiro IV di Polonia riconobbe l'autonomia della Samogizia nel Granducato di Lituania e concesse la facoltà, dopo una rivolta popolare, all'unità amministrativa locale di eleggere un proprio governatore (starosta) nel 1441. A causa dei prolungati conflitti con i teutonici, la Samogizia aveva sviluppato una struttura sociale e politica diversa dal resto della Lituania, con una percentuale maggiore di agricoltori liberi e meno latifondisti rispetto alla Lituania orientale.

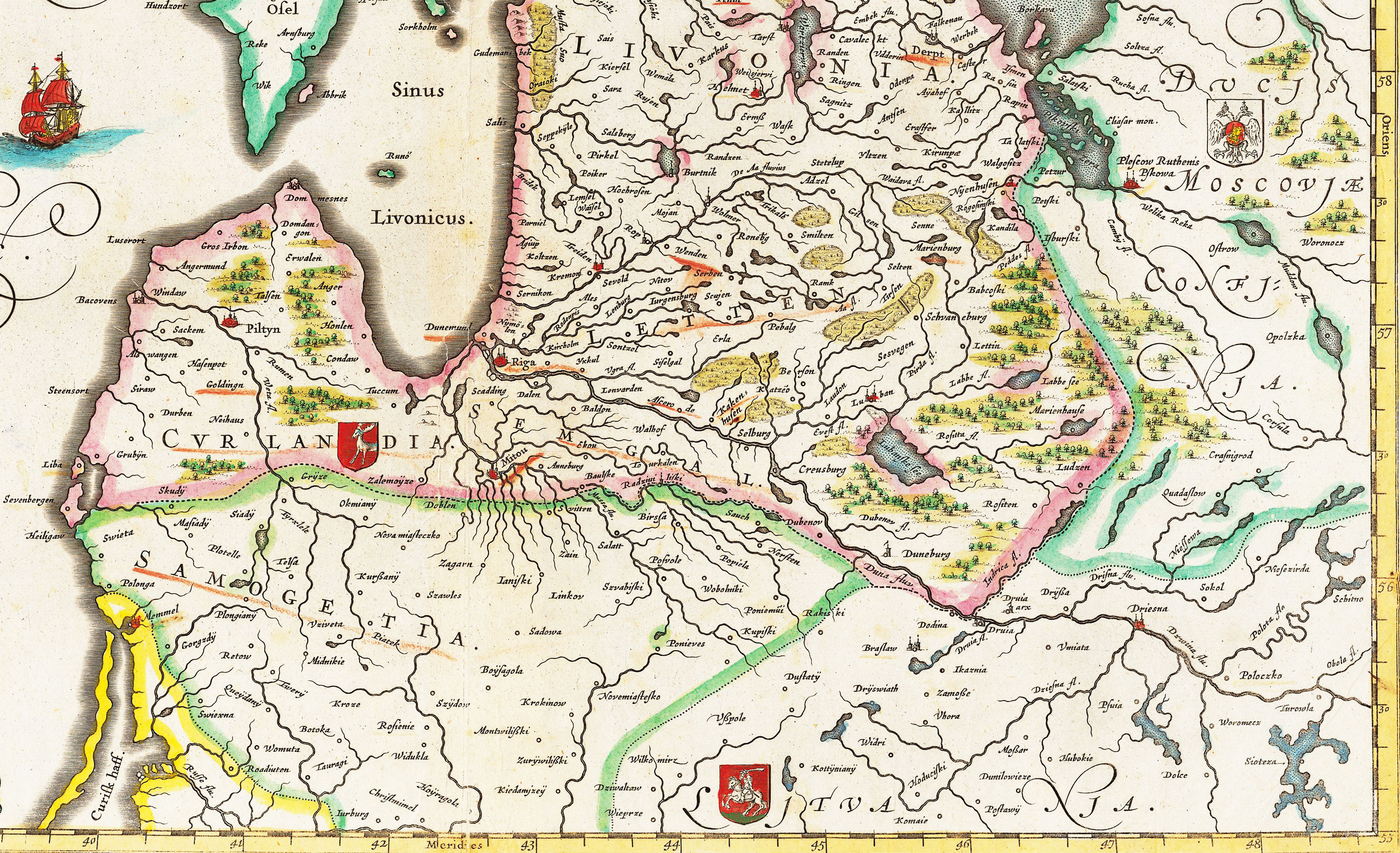
Samogizia nel XVII secolo

Come la maggior parte della Confederazione polacco-lituana, la Samogizia subì le conseguenze dell'invasione svedese nella metà del XVII secolo. La popolazione scese da quasi 400.000 abitanti a circa 250.000; il primo valore venne raggiunto di nuovo solo verso la fine del XVIII secolo.
Dopo l'annessione della Lituania all'Impero russo, la Samogizia fu inclusa nel Governatorato di Vilna (l'estremo sud fu separato e divenne parte della Nuova Prussia Orientale); nel 1843, il Governatorato di Kovno assorbì la regione. All'inizio del XIX secolo, la Samogizia costituì il cuore del risveglio nazionale lituano, un movimento che sottolineava l'importanza della lingua lituana e di formare un'identità nazionale opponendosi ai tentativi di russificazione e polonizzazione: nella regione, si diffusero gli knygnešiai, i contrabbandieri di libri quando fu attivo il bando della stampa lituana (1865-1904).

## Governatori della Samogizia
Gli starosta della Samogizia (equivalenti dei voivodi) furono:
- Rumbaudas Valimantaitis (1386-1413) (?)
- Mykolas Kęsgaila (1412-1432, 1440-1441, 1443-1450)
- Jonas Kęsgaila (1451–1485)
- Stanislovas Kęsgaila (1486–1527)
- Stanislovas Kęsgaila (1527-1532)
- Jan Radziwiłł (1535-1542)
- Maciej Janowicz Kłoczko (1542-1543)
- Jerzy Bilewicz (1543-1544)
- Hieronim Chodkiewicz (1545–1561)
- Jan Hieronim Chodkiewicz (1563–1579)
- Jan Kiszka (1579-1592)
- Jerzy Chodkiewicz (1590–1595)
- Stanislaw Radziwiłł (1595-1599)
- Jan Karol Chodkiewicz (1599–1616)
- Hieronim Walowicz (1619–1636)
- Jan Alfons Lacki (1643–1646)
- Jerzy Karol Hlebowicz (1653–1668)
- Aleksander Polubinski (1668–1669)
- Victorinus Konstanty Mleczko (1670–1679)
- Kazimierz Jan Sapieha (1681–1682)
- Piotr Michał Pac (1684–1696)
- Grzegorz Antoni Ogiński (1698–1709)
- Kazimierz Jan Horbowski (1710–1729)
- Józef Tyszkiewicz (1742–1754)
- Jan Mikołaj Chodkiewicz (1767–1781)
- Antoni Giełgud (1783–1795)
- Michał Giełgud (1795–1808)